# Netzwerk der Balkan-Universitäten
Das Netzwerk der Balkan-Universitäten (engl. Balkan Universities Association, BAUNAS) entstand im Rahmen der Neuordnung der Balkanstaaten, der Neugründung von staatlichen und privaten Universitäten und Einführung der Bologna-Regeln in den Balkan-Universitäten. Das Netzwerk wurde 2006 von elf Hochschulen gegründet und hatte seinen Gründungssitz bei der Aristoteles-Universität Thessaloniki in Griechenland. Sitz ist Edirne (Türkei).
Ziel des Zusammenschlusses ist der gegenseitige Erfahrungsaustausch in Forschung und Lehre, gegenseitige Anerkennung von Abschlüssen, Förderung der Mobilität von Lehrkräften und Studenten sowie die Nutzung von internationalen Förderprogrammen zum Studentenaustausch. Ein erheblicher Fortschritt wurde 2010 beim Treffen an der Trakya-Universität in Edirne erzielt. Das damalige Präsidium Enver Duran, damaliger Rektor der Trakya-Universität Edirne, Präsident; Hilmi Ibar, Trakya-Universität Edirne, Vizepräsident; Faruk Caklovica, Universität Sarajevo, Mitglied; Dhori Kule, Universität Tirana, Mitglied; Ioannis P Gerothanassis, Universität Ioannina, Mitglied; Anelia Klissarova, Medizinische Universität Warna, Mitglied.
Neben den bilateralen Treffen finden Konferenzen der Balkanuniversitäten an wechselnden Mitgliedstandorten statt. Das Treffen 2018 fand in der Universität Tetovo statt.
Im Jahr 2016 hat der Rektor der Trakya-Universität Erhan Tabakoğlu in Edirne das Generalsekretariat des Netzwerks übernommen
Seit 2018 ist Enver Duran Ehrenpräsident und Pericles A. Mitkas Präsident des BAUNAS, es besteht das Ziel verstärkt mit dem Netzwerk der Schwarzmeer-Universitäten zusammenzuarbeiten.

## Mitglieder des Netzwerks

### Albanien
- Universität Tirana
- Epoka-Universität
- Eqrem-Çabej-Universität, Gjirokastra
- Universität Korça
- Universität Shkodra
- Vitrina Universität

### Bosnien-Herzegowina
- Universität Mostar[6]
- Universität Sarajevo
- Universität Tuzla
- Universität Zenica

### Bulgarien
- Amerikanische Universität in Bulgarien
- Freie Universität Burgas
- Freie Universität Warna (VFU)
- Hochschule für Bibliothekswissenschaft und Informationstechnologien
- Konstantin-Preslawski-Universität Schumen
- Landwirtschaftliche Universität Plowdiw
- Medizinische Universität Warna
- Technische Universität Gabrowo
- Trakische Universität Stara Sagora
- Universität für Nahrungsmittel-Technologie Plowdiw[7]
- Universität Sofia

### Griechenland
- Aristoteles-Universität Thessaloniki
- Universität Makedonien Thessaloniki
- Universität Ioannina
- Demokrit-Universität Thrakien
- Universität Thessalien

### Kosovo
- Universität Pristina
- Universität Iliria
- Universität Gjilan
- Universität Gjakova
- Universität Prizren
- Universität Peja

### Nordmazedonien
- FON Universität
- Universität Skopje
- Universität Tetovo
- Internationale Balkan-Universität
- Universität Bitola
- SEE Universität

### Moldau
- Universität Comrat

### Montenegro
- Mediterran-Universität
- Universität Montenegro

### Rumänien
- Babeș-Bolyai-Universität Cluj

### Serbien
- Universität Belgrad
- Universität der Künste Belgrad
- Universität Novi Sad
- Staatliche Universität Novi Pazar

### Türkei
- Trakya Üniversitesi, Konferenz-Veranstalter 2010
- Dokuz Eylül Üniversitesi
- Galatasaray Üniversitesi
- Universität Istanbul
- Namık Kemal Üniversitesi
- Fırat Üniversitesi
- Süleyman Demirel Üniversitesi
- Atatürk Üniversitesi
- Bozok Üniversitesi
- Kirklareli Üniversitesi
- Canakkale 18 Mart Üniversitesi

### Türkische Republik Nordzypern
- Europäische Universität von Lefke

### Gastmitglieder zur Konferenz 2010
- Aserbaidschan: Staatliche Universität Baku
- Deutschland: Duale Hochschule Baden-Württemberg Lörrach
- Österreich: Universität Graz

Im Rahmen des europäischen Erasmus-Programms bestehen darüber hinaus bilaterale Verträge mit Universitäten in Belgien, Dänemark, Deutschland, England, Finnland, Frankreich, Griechenland, Italien, Polen, Spanien und Ungarn.